# Valantia lainzii
Valantia lainzii là một loài thực vật có hoa trong họ Thiến thảo. Loài này được Devesa & Ortega Oliv. mô tả khoa học đầu tiên năm 2003.